# Flamingo Road
La Ruta Estatal de Nevada 592 es una carretera de este a oeste de 8,451 millas en el área de Las Vegas. Actualmente la carretera existe como dos secciones separadas en Flamingo Road. La carretera se llama así por Hotel y Casino Flamingo, ubicado en Las Vegas Boulevard cerca de su intersección con Flamingo Road.

## Descripción de la Ruta
La primera sección de la Ruta Estatal 592 empieza en Rainbow Boulevard (Ruta Estatal 595) y se extiende en dirección este hacia la Interestatal 15.  La segunda sección recomienza en Paradise Road y continua al este, bordeando el límite norte del campus de la Universidad de Nevada, Las Vegas antes de llegar a su terminal en Boulder Highway SR 582.

## Historia
La sección de Flamingo Road entre I-15 y Las Vegas Boulevard era conocida como Dunes-Flamingo Road desde 1968 hasta 1995.
La sección de la Ruta Estatal 592 entre al I-15 y Paradise Road fue dada de baja en 2008. La ruta es candidata para ser dada de baja, entregándole el control al Condado de Clark; sin embargo, a enero de 2008, sólo la sección anteriormente mencionada (ubicada en el corredor de los hoteles) ha sido objeto de renuncia.
En un semáforo de esta carretera, en 1996, mataron a la leyenda del rap Tupac Shakur.

## Atracciones
- Palms Casino Resort
- Gold Coast Hotel and Casino
- Bellagio
- Caesars Palace
- Bally's Las Vegas
- Bill's Gamblin' Hall and Saloon
- Desert Springs Hospital